# Algar (gemeente)
Algar is een gemeente in de Spaanse provincie Cádiz in de regio Andalusië met een oppervlakte van 27 km². In 2007 telde Algar 1.588 inwoners.

## Galerij

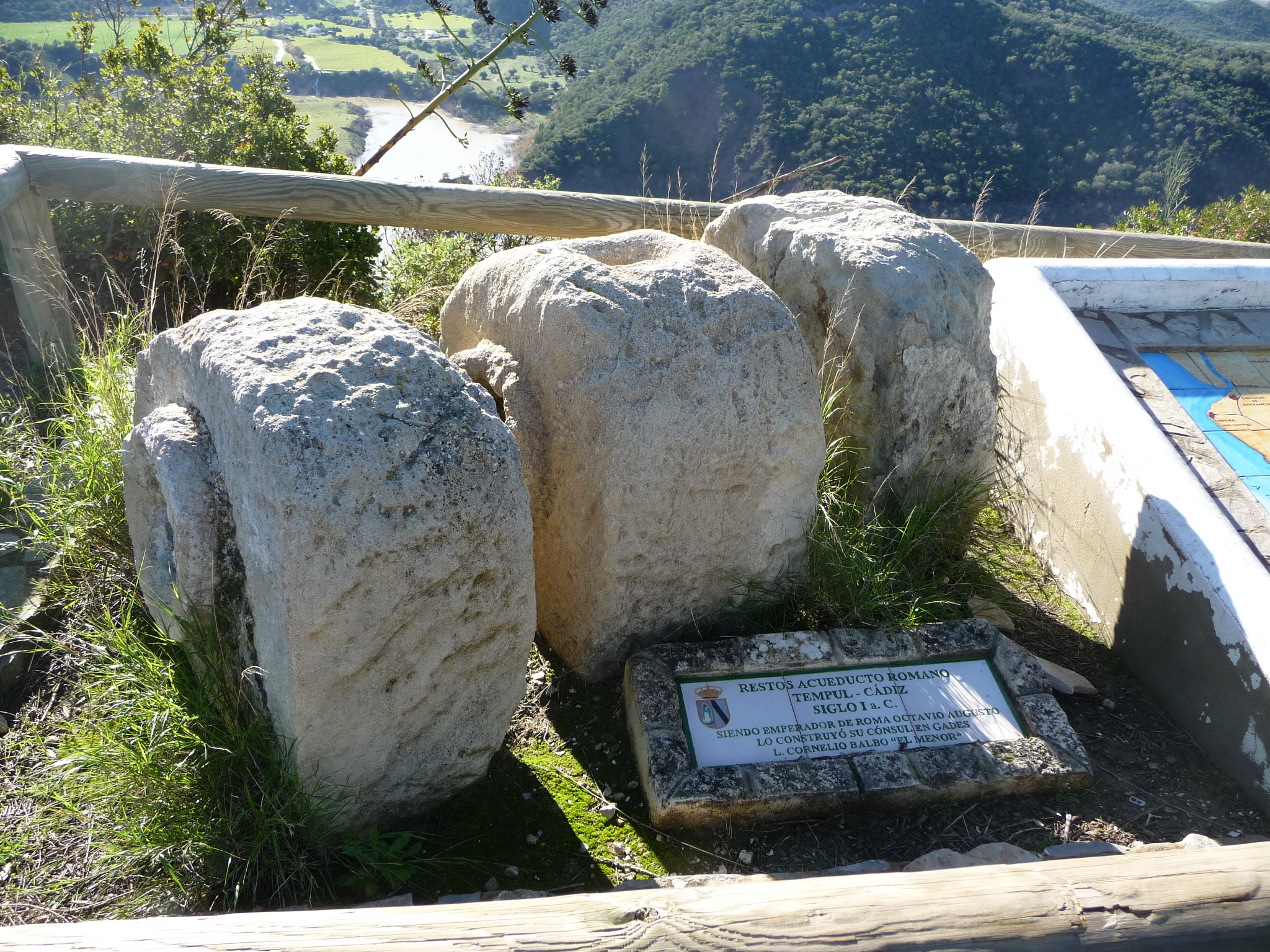
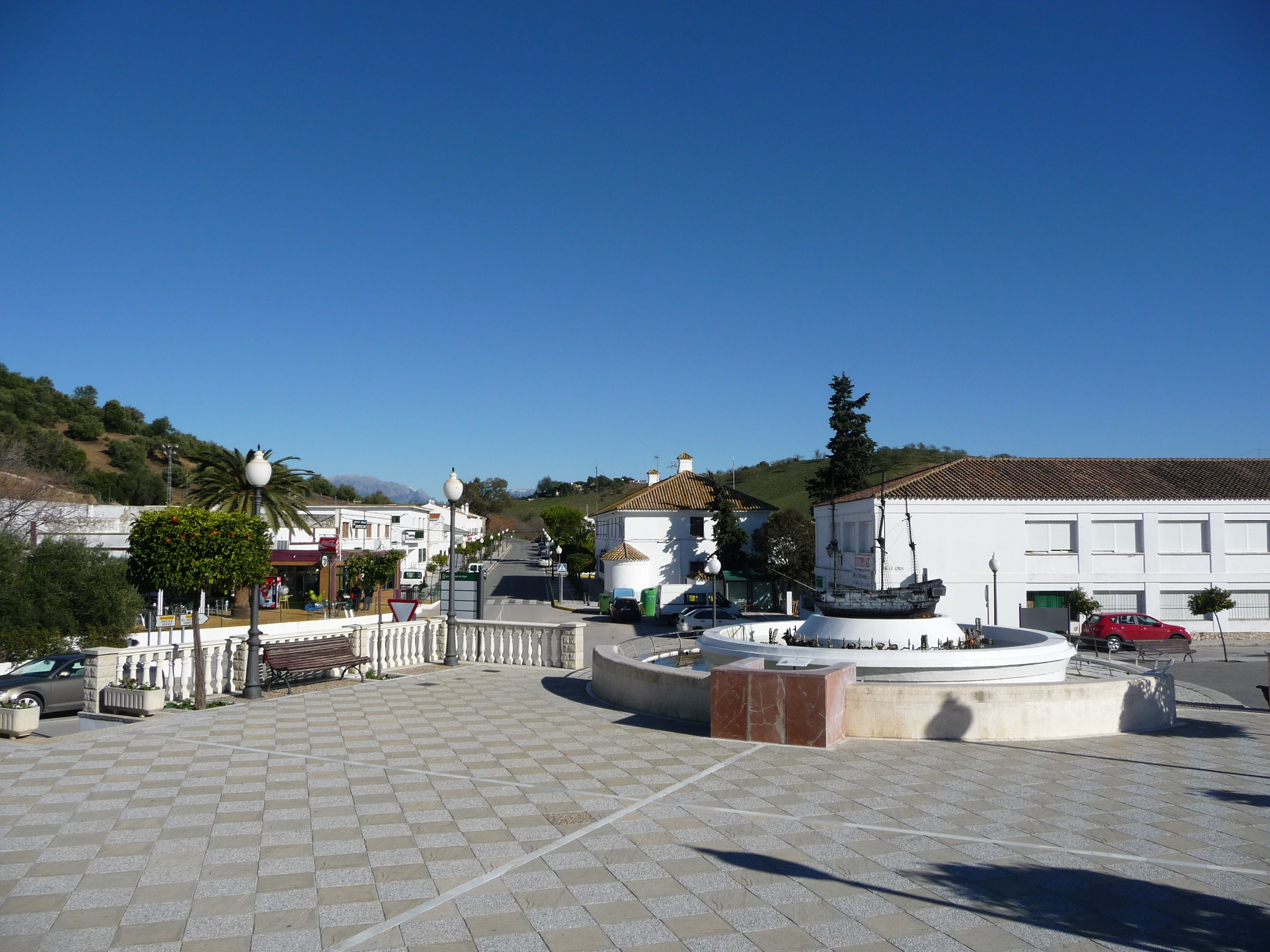

## Demografische ontwikkeling
Bron: INE, 1857-2011: volkstellingen